# Spiergeheugen
Spiergeheugen is een vorm van procedureel geheugen waarbij een specifieke motorische taak door middel van herhaling in het geheugen wordt geconsolideerd, wat synoniem wordt gebruikt met motorisch leren. Wanneer een beweging in de loop van de tijd wordt herhaald, creëren de hersenen een langdurig spiergeheugen voor die taak. Hierdoor kan deze uiteindelijk met weinig tot geen bewuste inspanning worden uitgevoerd. Dit proces vermindert de behoefte aan aandacht en creëert maximale efficiëntie binnen de motor- en geheugensystemen. Spiergeheugen wordt aangetroffen bij veel dagelijkse activiteiten die automatisch worden en verbeteren door oefening, zoals fietsen, autorijden, balsporten beoefenen, muziekinstrumenten bespelen, vechtsporten, blind typen, dansen en tekenen.

## Fysiologie

### Motorisch gedrag
Bij het voor het eerst leren van een motorische taak is de beweging vaak langzaam en stijf. Daarbij is het leren gemakkelijk verstoord zonder aandacht. Door oefening wordt de uitvoering van de motorische taak soepeler en is er een afname van de stijfheid van de ledematen. De spieractiviteit, die nodig is voor de taak, wordt uitgevoerd zonder bewuste inspanning.

### Codering van spiergeheugen
De neuroanatomie van het geheugen is wijdverspreid in de hersenen; De routes die belangrijk zijn voor het motorgeheugen staan echter los van de mediale temporaalkwabroutes, die verband houden met het declaratieve geheugen. Net als bij het declaratieve geheugen wordt aangenomen dat het motorgeheugen twee fasen kent: een coderingsfase van het kortetermijngeheugen, die kwetsbaar is en vatbaar voor schade, en een fase van consolidatie van het langetermijngeheugen, die stabieler is.
De geheugencoderingsfase wordt vaak motorisch leren genoemd. Deze fase vereist een toename van de hersenactiviteit in motorische gebieden en een toename van de aandacht. Hersengebieden die actief zijn tijdens motorisch leren, omvatten de motorische en somatosensorische cortex. Deze activatiegebieden nemen echter af, zodra de motorische vaardigheid is geleerd. De prefrontale en frontale cortex zijn ook actief tijdens deze fase, vanwege de behoefte aan meer aandacht voor de taak die wordt geleerd.
Het belangrijkste gebied dat betrokken is bij motorisch leren, zijn de kleine hersenen. Ook de basale ganglia spelen een belangrijke rol bij het geheugen en het leren. Dit is vooral met betrekking tot stimulus-responsassociaties en de vorming van gewoonten. Er wordt aangenomen dat de basale ganglia-cerebellaire verbindingen in de loop van de tijd toenemen bij het leren van een motorische taak.

### Consolidatie van het spiergeheugen
Consolidatie van het spiergeheugen omvat de voortdurende evolutie van neurale processen, nadat het oefenen van een taak is gestopt. Het exacte mechanisme van motorische geheugenconsolidatie in de hersenen is controversieel. De meeste theorieën gaan er echter van uit dat er een algemene herverdeling van informatie over de hersenen plaatsvindt, van codering tot consolidatie.
Hoewel de exacte locatie van de opslag van het spiergeheugen niet bekend is, hebben onderzoeken gesuggereerd dat het de interregionale verbindingen zijn, die de belangrijkste rol spelen bij het bevorderen van de motorische geheugencodering tot consolidatie, en niet zozeer bij een afname van de algehele regionale activiteit.

## Fijn motorisch geheugen
Fijne motoriek wordt vaak besproken in termen van transitieve bewegingen, die worden uitgevoerd met behulp van gereedschap (wat zo simpel kan zijn als een potlood). Transitieve bewegingen hebben representaties die worden geprogrammeerd in de premotorische cortex, waardoor motorische programma's ontstaan die resulteren in de activering van de motorische schors en dus de motorische bewegingen. In een onderzoek naar het motorische geheugen van vingerbewegingen met een patroon (een fijne motorische vaardigheid) werd ontdekt dat het behouden van bepaalde vaardigheden gevoelig is voor verstoring als een andere taak iemands motorisch geheugen verstoort. Deze gevoeligheid kan echter in de loop van de tijd worden verminderd. Als bijvoorbeeld een vingerpatroon wordt geleerd en zes uur later een ander vingerpatroon wordt geleerd, wordt het eerste patroon nog steeds onthouden. Maar als men probeert twee van zulke patronen direct na elkaar te leren, kan dit ertoe leiden dat men de eerste vergeet.

### Muziekgeheugen

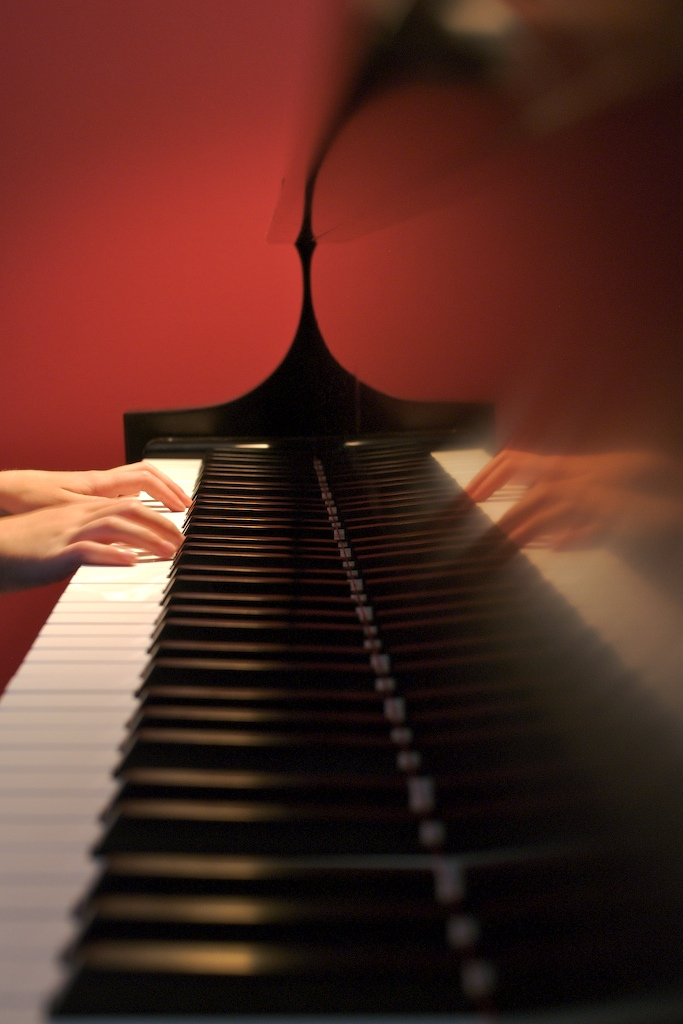
Piano spelen vereist complexe handelingen

Fijne motoriek is erg belangrijk bij het bespelen van muziekinstrumenten.
Bepaalde menselijke gedragingen, vooral handelingen zoals de vingerbewegingen bij muziekuitvoeringen, zijn zeer complex. Ze vereisen veel onderling verbonden neurale netwerken, waar informatie over meerdere hersengebieden kan worden overgedragen. Er is ontdekt dat er vaak functionele verschillen zijn in de hersenen van professionele muzikanten, vergeleken met andere individuen. Aangenomen wordt dat dit het aangeboren vermogen van de muzikant weerspiegelt, dat kan worden bevorderd door een vroege blootstelling aan muzikale training. Een voorbeeld hiervan zijn bimanueel gesynchroniseerde vingerbewegingen. Deze bewegingen spelen een essentiële rol bij pianospel. Er wordt gesuggereerd dat bimanuele coördinatie alleen kan voortkomen uit jarenlange bimanuele training, waarbij dergelijke acties aanpassingen van de motorische gebieden worden. Bij het vergelijken van professionele muzikanten met een controlegroep bij complexe bimanuele bewegingen, blijken professionals veel minder gebruik te maken van een uitgebreid motornetwerk dan niet-professionals. Dit komt omdat professionals een motorsysteem gebruiken dat efficiënter is. Daarom hebben degenen die minder zijn opgeleid, een netwerk dat sterker wordt geactiveerd. Er wordt gesuggereerd dat ongetrainde pianisten meer neuronale activiteit moeten investeren, om hetzelfde prestatieniveau te bereiken als professionele pianisten. Dit zou wederom het gevolg zijn van vele jaren motorische training en ervaring, die helpt bij het vormen van een fijne motorische geheugenvaardigheid bij muzikale uitvoeringen.
Over het geheel genomen zorgt langdurige muzikale fijne motorische training ervoor dat complexe acties kunnen worden uitgevoerd op een lager niveau van bewegingscontrole, monitoring, selectie, aandacht en timing. Dit laat ruimte voor muzikanten om de aandacht synchroon ergens anders op te richten. De muzikant kan zich bijvoorbeeld richten op het artistieke aspect van de uitvoering, zonder bewust de fijne motoriek te hoeven controleren.

## Grof motorisch geheugen
De grove motoriek houdt zich bezig met de beweging van grote spieren of grote lichaamsbewegingen, zoals die betrokken zijn bij lopen of trappen, en wordt geassocieerd met een normale ontwikkeling. De mate waarin iemand grove motoriek vertoont, hangt grotendeels af van de spiertonus en de kracht.

### Leren in de kindertijd
De manier waarop een kind een grove motorische vaardigheid leert, kan van invloed zijn op hoe lang het duurt om deze te consolideren en de beweging te kunnen reproduceren. In onderzoek met kleuters werd gekeken naar de rol van zelfinstructie bij het verwerven van complexe grove motorische ketens. Ballethoudingen werden hierbij gebruikt als voorbeeld van complexe grove motorische ketens. Hierbij werd ontdekt dat de motorische vaardigheden beter geleerd en onthouden werden bij de zelfinstructieprocedure dan bij de niet-zelfinstructieprocedure. Dit suggereert dat het gebruik van zelfinstructie de snelheid zal verhogen, waarmee een kleuter een grove motorische vaardigheid zal leren en onthouden. Er werd ook vastgesteld dat zodra de kleuters de keten van motorische bewegingen geleerd en onder de knie hadden, ze stopten met het gebruik van zelfinstructie. Dit suggereert dat het geheugen voor de bewegingen zo sterk werd, dat er geen behoefte meer was aan zelfinstructie. De bewegingen konden zonder zelfinstructie worden gereproduceerd.